# إدي وو
إدي وو (بالإنجليزية: Eddie Woo) هو كاتب أسترالي، ولد في 1985 في كامبرداون ‏ في أستراليا.

## وصلات خارجية
- الموقع الرسمي